# Catunaregam spinosa
Catunaregam spinosa är en måreväxtart som först beskrevs av Carl Peter Thunberg, och fick sitt nu gällande namn av Deva D. Tirvengadum. Catunaregam spinosa ingår i släktet Catunaregam och familjen måreväxter. Inga underarter finns listade i Catalogue of Life.